# Plathymenia (geslacht)
Plathymenia is een geslacht van wormmollusken uit de  familie van de Amphimeniidae.

## Soort
- Plathymenia branchiosa Schwabl, 1961